# Commonwealth Games 2022/Bowls – Doppel (Männer)
Das Doppel der Männer im Bowls bei den Commonwealth Games 2022 wurde vom 29. Juli bis 2. August 2022 ausgetragen. Im Finale konnte sich Wales mit 19:18 gegen England durchsetzen.

## Format
Die 19 Mannschaften wurden in vier Gruppen aufgeteilt, drei mit jeweils fünf Teams, eine mit vier Teams. In diesen spielte jedes Team einmal gegen jedes andere und die jeweils beiden Gruppenbesten qualifizierten sich für das Viertelfinale. Von dort an wurde im K.-o.-System die Commonwealth-Sieger ermittelt.

## Teilnehmer
| Nation         | Teilnehmer                               |
| -------------- | ---------------------------------------- |
| Australien     | Corey Wedlock, Aaron Wilson              |
| Kanada         | John Bezear, Ryan Bester                 |
| Cookinseln     | Alex Kairua, Phillip Jim                 |
| England        | Jamie Walker, Sam Tolchard               |
| Falklandinseln | Chris Locke, Garry Tyrrell               |
| Fidschi        | Kushal Pillay, Rajnesh Prasad            |
| Guernsey       | Matthew Solway, Todd Priaulx             |
| Indien         | Sunil Bahadur, Dinesh Kumar              |
| Jamaika        | Robert Simpson, Mervyn Edwards           |
| Jersey         | Derek Boswell, Ross Davis                |
| Malaysia       | Idham Amin Ramlan, Fairul Izwan Abd Muin |
| Namibia        | John-Pierre Fouche, Carel Olivier        |
| Neuseeland     | Tony Grantham, Shannon McIlroy           |
| Niue           | Tukala Tagelagi, Dalton Tagelagi         |
| Norfolkinsel   | John Christian, Tim Sheridan             |
| Nordirland     | Sam Barkley, Martin McHugh               |
| Schottland     | Paul Foster, Alex Marshall               |
| Südafrika      | Prince Neluonde, Wayne Rittmuller        |
| Wales          | Daniel Salmon, Jarrad Breen              |

## Gruppenphase

### Gruppe A
| Nation       | Spiele | gew. | unent. | verl. | Pkt. gew. | Pkt verl. | Pkt diff. | Punkte |
| ------------ | ------ | ---- | ------ | ----- | --------- | --------- | --------- | ------ |
| Nordirland   | 4      | 3    | 0      | 1     | 79        | 52        | +27       | 9      |
| Wales        | 4      | 3    | 0      | 1     | 79        | 52        | +27       | 9      |
| Namibia      | 4      | 2    | 0      | 2     | 72        | 59        | +13       | 6      |
| Norfolkinsel | 4      | 1    | 0      | 3     | 64        | 70        | −6        | 3      |
| Jamaika      | 4      | 1    | 0      | 3     | 36        | 108       | −72       | 3      |

| Nation 1                 | Ergebnis                 | Nation 2                 |
| 29. Juli 2022, 15:00 Uhr | 29. Juli 2022, 15:00 Uhr | 29. Juli 2022, 15:00 Uhr |
| ------------------------ | ------------------------ | ------------------------ |
| Wales                    | 16:14                    | Namibia                  |
| Norfolkinsel             | 16:17                    | Jamaika                  |
| 29. Juli 2022, 18:00 Uhr |                          |                          |
| Norfolkinsel             | 20:15                    | Nordirland               |
| Jamaika                  | 04:33                    | Namibia                  |
| 30. Juli 2022, 15:00 Uhr |                          |                          |
| Wales                    | 33:80                    | Jamaika                  |
| Nordirland               | 27:60                    | Namibia                  |
| 30. Juli 2022, 18:00 Uhr |                          |                          |
| Wales                    | 11:14                    | Nordirland               |
| Norfolkinsel             | 12:19                    | Namibia                  |
| 31. Juli 2022, 11:30 Uhr |                          |                          |
| Wales                    | 19:16                    | Norfolkinsel             |
| Nordirland               | 26:7                     | Jamaika                  |

### Gruppe B
| Nation     | Spiele | gew. | unent. | verl. | Pkt. gew. | Pkt verl. | Pkt diff. | Punkte |
| ---------- | ------ | ---- | ------ | ----- | --------- | --------- | --------- | ------ |
| Schottland | 4      | 4    | 0      | 0     | 69        | 59        | +39       | 12     |
| Jersey     | 4      | 2    | 1      | 1     | 59        | 58        | +10       | 7      |
| Kanada     | 4      | 2    | 0      | 2     | 59        | 58        | +1        | 6      |
| Neuseeland | 4      | 1    | 1      | 2     | 60        | 59        | +1        | 4      |
| Niue       | 4      | 0    | 0      | 4     | 42        | 93        | −51       | 0      |

| Nation 1                 | Ergebnis                 | Nation 2                 |
| 29. Juli 2022, 15:00 Uhr | 29. Juli 2022, 15:00 Uhr | 29. Juli 2022, 15:00 Uhr |
| ------------------------ | ------------------------ | ------------------------ |
| Schottland               | 22:70                    | Jersey                   |
| Neuseeland               | 23:14                    | Niue                     |
| 29. Juli 2022, 18:00 Uhr |                          |                          |
| Neuseeland               | 11:15                    | Kanada                   |
| Niue                     | 09:27                    | Jersey                   |
| 30. Juli 2022, 15:00 Uhr |                          |                          |
| Schottland               | 23:10                    | Niue                     |
| Kanada                   | 13:20                    | Jersey                   |
| 30. Juli 2022, 18:00 Uhr |                          |                          |
| Schottland               | 18:11                    | Kanada                   |
| Neuseeland               | 15:15                    | Jersey                   |
| 31. Juli 2022, 11:30 Uhr |                          |                          |
| Schottland               | 15:11                    | Neuseeland               |
| Kanada                   | 20:90                    | Niue                     |

### Gruppe C
| Nation         | Spiele | gew. | unent. | verl. | Pkt. gew. | Pkt verl. | Pkt diff. | Punkte |
| -------------- | ------ | ---- | ------ | ----- | --------- | --------- | --------- | ------ |
| England        | 4      | 3    | 0      | 1     | 82        | 44        | +63       | 9      |
| Indien         | 4      | 3    | 0      | 1     | 81        | 56        | +39       | 9      |
| Malaysia       | 4      | 2    | 0      | 1     | 81        | 56        | +25       | 6      |
| Cookinseln     | 4      | 1    | 0      | 3     | 53        | 66        | −13       | 3      |
| Falklandinseln | 4      | 0    | 0      | 4     | 27        | 141       | −114      | 0      |

| Nation 1                 | Ergebnis                 | Nation 2                 |
| 29. Juli 2022, 15:00 Uhr | 29. Juli 2022, 15:00 Uhr | 29. Juli 2022, 15:00 Uhr |
| ------------------------ | ------------------------ | ------------------------ |
| Malaysia                 | 17:14                    | Indien                   |
| Südafrika                | 18:14                    | Fidschi                  |
| 29. Juli 2022, 18:00 Uhr |                          |                          |
| Malaysia                 | 10:21                    | England                  |
| Indien                   | 36:40                    | Falklandinseln           |
| 30. Juli 2022, 15:00 Uhr |                          |                          |
| Cookinseln               | 08:15                    | Indien                   |
| England                  | 47:5                     | Falklandinseln           |
| 30. Juli 2022, 18:00 Uhr |                          |                          |
| Cookinseln               | 7:20                     | England                  |
| Malaysia                 | 35:60                    | Falklandinseln           |
| 31. Juli 2022, 11:30 Uhr |                          |                          |
| Cookinseln               | 15:19                    | Malaysia                 |
| England                  | 15:18                    | Indien                   |

### Gruppe D
| Nation     | Spiele | gew. | unent. | verl. | Pkt. gew. | Pkt verl. | Pkt diff. | Punkte |
| ---------- | ------ | ---- | ------ | ----- | --------- | --------- | --------- | ------ |
| Südafrika  | 3      | 3    | 0      | 0     | 56        | 35        | +21       | 9      |
| Fidschi    | 3      | 2    | 0      | 1     | 66        | 48        | +18       | 6      |
| Australien | 3      | 1    | 0      | 2     | 53        | 51        | +2        | 3      |
| Guernsey   | 3      | 0    | 0      | 3     | 34        | 75        | −41       | 0      |

| Nation 1                 | Ergebnis                 | Nation 2                 |
| 29. Juli 2022, 15:00 Uhr | 29. Juli 2022, 15:00 Uhr | 29. Juli 2022, 15:00 Uhr |
| ------------------------ | ------------------------ | ------------------------ |
| Südafrika                | 18:14                    | Fidschi                  |
| Australien               | 29:7                     | Guernsey                 |
| 29. Juli 2022, 18:00 Uhr |                          |                          |
| Südafrika                | 21:13                    | Guernsey                 |
| Australien               | 16:27                    | Fidschi                  |
| 30. Juli 2022, 15:00 Uhr |                          |                          |
| Südafrika                | 17:8                     | Australien               |
| Guernsey                 | 14:25                    | Fidschi                  |

## Endrunde

### Viertelfinale
| Nation 1                 | Ergebnis                 | Nation 2                 |
| 31. Juli 2022, 18:00 Uhr | 31. Juli 2022, 18:00 Uhr | 31. Juli 2022, 18:00 Uhr |
| ------------------------ | ------------------------ | ------------------------ |
| Nordirland               | 26:80                    | Indien                   |
| Schottland               | 20:70                    | Fidschi                  |
| England                  | 19:60                    | Jersey                   |
| Südafrika                | 11:16                    | Wales                    |

### Halbfinale
| Nation 1                  | Ergebnis                  | Nation 2                  |
| 1. August 2022, 12:00 Uhr | 1. August 2022, 12:00 Uhr | 1. August 2022, 12:00 Uhr |
| ------------------------- | ------------------------- | ------------------------- |
| Nordirland                | 14:22                     | Wales                     |
| Schottland                | 13:19                     | England                   |

### Spiel um Bronze
| Nation 1                 | Ergebnis                 | Nation 2                 |
| 2. August 2022, 8:30 Uhr | 2. August 2022, 8:30 Uhr | 2. August 2022, 8:30 Uhr |
| ------------------------ | ------------------------ | ------------------------ |
| Nordirland               | 05:25                    | Schottland               |

### Finale
| Nation 1                 | Ergebnis                 | Nation 2                 |
| 2. August 2022, 8:30 Uhr | 2. August 2022, 8:30 Uhr | 2. August 2022, 8:30 Uhr |
| ------------------------ | ------------------------ | ------------------------ |
| Wales                    | 19:18                    | England                  |